# (1876) Napolitania
(1876) Napolitania (1970 BA) – planetoida z pasa głównego asteroid okrążająca Słońce w ciągu 2,76 lat w średniej odległości 1,96 j.a. Odkryta 31 stycznia 1970 roku.